# Willie Francis
Willie Francis (12 de enero de 1929 - 9 de mayo de 1947) fue condenado a muerte por electrocución en el estado de Luisiana en 1945 (a los 16 años) por el asesinato de Andrew Thomas, propietario de una farmacia en St. Martinville de quién era empleado. Su caso es notable por ser el primer incidente conocido de un fallo de ejecución de electrocución en los Estados Unidos.

## Arresto y juicio
El asesinato se mantuvo sin resolver durante nueve meses, hasta agosto de 1945, cuando Francis fue detenido debido a su proximidad a un delito no relacionado. La policía alegó que portaba la cartera de Andrew Thomas en su bolsillo.
Francis nombró a varias otras en relación con el asesinato, pero la policía nunca pudo encontrarlos. Poco tiempo después, Francis, bajo interrogatorio, confesó el asesinato de Thomas por escrito, "Se trata de un secreto entre él y yo". El significado real de su declaración es todavía incierto. Posteriormente dirigió a la policía a donde había eliminado la funda utilizada para llevar el arma homicida. El arma utilizada para matar a Thomas también se encontró cerca de la escena del crimen y pertenecía a un asistente de alguacil del sheriff en St. Martinville. Esta prueba, junto con las balas, desapareció justo antes del juicio.
A pesar de haber realizado dos confesiones por escrito, Francis se declaró inocente. Los abogados defensores designados por el estado no opusieron ninguna objeción, no llamaron a ningún testigo y no presentaron defensa. La validez de las confesiones no fue cuestionada por la defensa. Sin embargo, sólo dos días después de que el juicio se iniciara, Willie Francis fue declarado culpable de asesinato y fue condenado a muerte por doce jurados.

## Intento de ejecución, apelación y segunda ejecución
En su ejecución el 3 de mayo de 1946, la silla eléctrica falló en matar a Willie Francis. Los testigos de la audiencia informaron escuchar al adolescente gritar detrás de la máscara de muerte de cuero, "¡Quítenmelo! ¡Quítenmelo! ¡Déjenme respirar!" mientras aumentaba la carga letal de electricidad. Otro informe señala que dijo "No me estoy muriendo!" ("I'm n-not dying!"). Resultó que la silla eléctrica portátil conocida como la "horripilante Gertie" (Gruesome Gertie) había sido incorrectamente instalada por un guardia de prisión en estado de embriaguez y reclusos de la Penitenciaría del Estado de Louisiana llamada Angola. El Sheriff, E.L. Resweber, más tarde fue citado diciendo: "Este muchacho realmente tuvo un shock cuando se encendió la máquina".
Después del fiasco de la ejecución, Francis hizo una apelación ante la Corte Suprema de los Estados Unidos en Francis v. Resweber, 329 US 459 (1947), citando diversas violaciones de sus derechos consagrados por la Quinta, la Octava, y la Decimocuarta Enmienda a la Constitución de los Estados Unidos. Entre ellas violaciones de igualdad de protección, doble incriminación, y castigos crueles e inusitados.
La votación preliminar fue a favor de Francis. Un empleado del tribunal erróneamente
informó al equipo jurídico de Francis que había ganado su apelación. De hecho, en
una decisión 5-4, la apelación fue rechazada. La opinión disidente pedía determinar cuantos intentos de ejecución eran necesarios para considerarse crueles e inusuales. Detrás de las escenas, el juez Felix Frankfurter,
que emitió el voto decisivo para volver a electrocutar a Francis, le pidió secretamente al gobernador
de Louisiana que conmutara la pena, en lo que fracasó.
Finalmente, Willie Francis fue ejecutado el 9 de mayo de 1947.